# Cinco montañas sagradas
Las cinco montañas sagradas del confucianismo son poderes de la naturaleza que conservan la estabilidad y la fertilidad. 

## Localización
En el Centro Song Shan (1440 m), en Henan, en el distrito de Dengfeng. Al este el  Tai Shan (1545 m) en Shandong, cerca de Tai an; en el sur Heng Shan (1290 m), en Hunan, al Oeste Hua Shan (1997 m) en Shaanxi a 110 km de Xi an y por último en el norte el  Heng Shan (2017 m ), en Shanxi, cerca de Datong. 

## Poesía
La poesía china lo ve de esta forma: "Quien ha visto los cinco picos sagrados ya no mira otras montañas / Quien vuelve del Huang Shan ya no ve los cinco picos".
- Datos: Q6411380